# Sekondi Hasaacas FC
Sekondi Hasaacas Football Club w skrócie Sekondi Hasaacas FC – ghański klub piłkarski grający w drugiej, a niegdyś w pierwszej lidze ghańskiej, mający siedzibę w mieście Sekondi-Takoradi.

## Sukcesy
- I liga[1]
  - mistrzostwo (1): 1970.

- Puchar Ghany[2]:
  - zwycięstwo (1): 1985.
  - finał (1): 1982.

- Superpuchar Ghany[2]:
  - zwycięstwo (2): 1982, 1983.

- Ghana Telecom Gala[2]:
  - zwycięstwo (1): 1989.

## Występy w afrykańskich pucharach
| Sezon | Rozgrywki                 | Runda       | Kraj             | Klub             | Dom | Wyjazd | Dwumecz |
| ----- | ------------------------- | ----------- | ---------------- | ---------------- | --- | ------ | ------- |
| 1981  | Puchar Zdobywców Pucharów | 1           | Gwinea Równikowa | CS Nere          | –   | –      | –       |
| 1981  | Puchar Zdobywców Pucharów | 2           | Zair             | TP Mazembe       | 1–0 | 2–1    | 3–1     |
| 1981  | Puchar Zdobywców Pucharów | ćwierćfinał | Zambia           | Power Dynamos FC | 3–1 | 0–1    | 3–2     |
| 1981  | Puchar Zdobywców Pucharów | półfinał    | Kamerun          | Union Duala      | 3–2 | 1–2    | 4–4     |
| 1983  | Puchar Zdobywców Pucharów | 1           |                  | Al-Nasr Bengazi  | 4–0 | 1–1    | 5–1     |
| 1983  | Puchar Zdobywców Pucharów | 2           | Togo             | OC Agaza         | 1–1 | 1–4    | 2–5     |
| 1986  | Puchar Zdobywców Pucharów | 1           | Gabon            | AS Sogara        | 1–0 | 0–3    | 1–3     |

## Stadion
Domowe mecze klub rozgrywa na stadionie o nazwie Sekondi-Takoradi Stadium w Sekondi-Takoradi, który może pomieścić 20000 widzów.